# 堀尾雅彦
堀尾 雅彦（ほりお まさひこ、1965年2月18日 - ）は、日本のナレーター、声優、俳優。愛知県出身。身長174cm。体重70kg。株式会社エイチ・コラボレーション代表取締役、株式会社ヴォイス・スリー(名古屋声優演技養成所VOICE3) 代表取締役、ナレーション・ファクトリー 運営。

## 来歴・人物
1978年（昭和53年）より、放送・芸能に関わり始め、1988年演劇集団 円研究所卒業。かつてはアクトレインクラブ、舞夢プロダクション、ぷろだくしょんバオバブ（2007年12月まで）に所属していた。
株式会社エイチ・コラボレーション、株式会社ヴォイス・スリー(名古屋声優演技養成所VOICE3) の代表を務め、インターネットのサービスとしては、ナレーション・ファクトリーを展開している。趣味は「乗馬、釣りは何でもOK、海や山など自然の中でボーっとする事」。

## 出演作品

### ナレーション

#### テレビ番組ナレーション
- 偉大なるファラオ
- NNNニュースプラス1
- ウィンブルドンテニス告知
- おもいッきりテレビ “今日は何の日”
- スカパー映画まつり
- スカパー528ch.「バイヤーズセレクト」
- TXNニュースアイ
- ディーププラネット
- ワールドカップバレー告知

#### CMナレーション
- 愛知トヨタ（新型クラウン ラジオCM）
- アイリンクス
- ウシオ
- エーエスエル
- エコアライブ
- FMぐんま ラジオCM
- キッズウェイ
- 近鉄不動産
- グーネット
- グランドキオスク
- クルーズ
- 神戸どうぶつ王国 ラジオCM
- GOLF5 トブンダ
- ザ・プラセシオン名古屋駅
- サンプル百貨店
- サンリード
- JR東海「名古屋・豊橋往復きっぷ」ラジオCM
- JAバンク愛知
- JAエルサポート
- 静岡鉄道
- 静鉄不動産
- しのぷりんせす
- 上州牛 ラジオCM
- スガキヤ
- 積水ハウス
- ゼンウィル オーダード
- ソフトバンク HAPS
- 中部電力
- DHC for MEN
- テイルズ オブ デスティニー
- テクノスチールダイシン
- 天満屋ウォッチギャラリー
- 東海光学
- 東京カラー印刷
- 東芝三菱電機産業システムTMEIC
- TOHOシネマズ マイレージカード
- トヨタL&F
- トヨタ・クラウン
- トリゼンフーズ
- 中日本高速道路 ラジオCM
- ナカモみそ
- 名古屋銀行（うさぎ支店長の声）
- 那須サファリパーク
- フォード
- ふくふく本舗
- ベンチャーバンク
- ボール ウォッチ・ジャパン
- 北斗の拳 DVD
- 補聴器 リサウンド・エア
- マクシスエンジニアリング
- 南知多町文化遺産情報発信映像
- 明治国際医療大学
- 明治座
- メニコン
- ライフバンテージジャパン
- りぶメール

#### DVD・ビデオ・VPナレーションなど
- 愛知県芸術劇場オルガンカレイドスコープ《THEバッハ》
- 赤坂新開発
- エネオス・ウイング
- 河口サポートSmartOne
- 火曜會相談所
- 麒麟 ピュアブルー
- 警視庁
- JA全農
- JETRO 世界貿易機構
- JASTRO日本放射線学会「放射線映像」
- 司法書士法人 新宿事務所
- 清水建設
- 消滅都市
- 鈴鹿サーキット
- ダンロップ
- 中部電力
- ディ・アフター・トゥモローの真実
- 東海EC
- 東京都中小企業振興公社
- 東建グループ
- トヨタIT開発センター
- 豊田自動織機
- 豊橋技術科学大学
- バスピア
- パナソニック「オキシライド乾電池」
- 飛騨市古川祭
- 平安閣
- ベンチャーアソシエイツ
- ポレスターレジデンス
- 松阪市射和祇園まつり
- 丸美産業
- 三重県観光
- 三井不動産
- 三越日本橋本店
- 三菱UFJ信託銀行信託博物館『信託博物館音声ガイダンス』
- 山崎マザック
- ロームヘルドハルダー

### テレビアニメ
- 成恵の世界（2003年、体育教師、レポーター）
- 名探偵コナン（2003年 - 2005年、運転手、バーテン、久保田刑事、斉藤刑事）
- Angel Heart（2005年、側近、部下B）

### ゲーム
- 機動戦士ガンダム めぐりあい宇宙（2003年）
- ルパン三世 海に消えた秘宝（2003年、医者）

### ドラマCD
- ローゼンクロイツ アルビオンの騎士

### BLCD
- 異国色恋浪漫譚
- 氷の魔物の物語

### ラジオドラマ
- NHKラジオドラマ 迷宮百年の睡魔

### 吹き替え

#### 映画
- 愛の妖精 アニーベル（チャン）
- アカデミー 栄光と悲劇（フィル）
- エメラルドミスト（マック）
- ザ・ピューマ（ゼンムラー）
- 女子寮潜入大作戦!（ソロリティー・ボーイズ）
- セックス・アンド・ザ・シティ
- トレマーズ3
- ニキータ "La Femme Nikita"（ラインハルト 他）
- 人間消失（コスラン）
- ノー・マンズ・ランド
- ハード・アライブ（ネイサン）
- ベスト・キッド（サッカーコーチ）
- 水の記憶
- モハメド・アリ KING OF THE WORLD（パターソン）
- 燃ゆる月
- ル・ブレ

#### ドラマ
- WITHOUT A TRACE/FBI 失踪者を追え!（ミゲル） #11
- ザ・ホワイトハウス
- CIA:ザ・エージェンシー（デイブ）
- バビロン5（ザック・アラン 他）
- パワーレンジャー・ライトスピード・レスキュー（グーリガン〈ケン・メルクス〉）
- V. I. P.シーズン4

### テレビドラマ
- NHK大河ドラマ 翔ぶが如く（橋口宗介）
- HOTEL TBS
- TBS土曜ワイド 細く赤い糸
- 学校があぶない TBS
- 法医学教室の事件ファイル テレビ朝日
- 中学生日記 NHK

### 映画・Vシネマ
- 凶銃ルガーPO8
- 日本極道史
- 極つぶし
- 蘇える金狼（高田）

### 舞台
- から騒ぎ 日生劇場・野田秀樹作品・斉藤由貴 主演
- 俊寛 パルコ劇場・平野次郎 主演
- ヴェロニカの部屋 京都南座・岡田茉莉子 主演
- スティング シアターコクーン・菅原文太 主演
- DOOM パルコ劇場・野口五郎主演